# Wangford
Wangford är en by i civil parish Brandon, i distriktet West Suffolk, i grevskapet Suffolk, i England. Wangford var en civil parish fram till 2015 när blev den en del av Brandon. Civil parish hade 7 invånare år 2001. Den har 3 kulturmärkta byggnader, ett magasin med stall, St Denis kyrka och Wangford Hall. Byn nämndes i Domedagsboken (Domesday Book) år1086, och kallades då Wamforda.